# Granada. Poema oriental

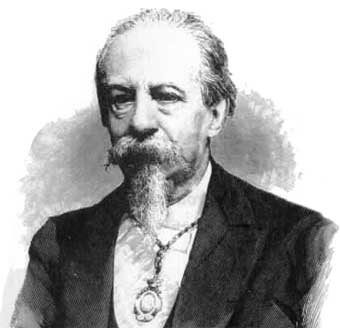
José Zorrilla

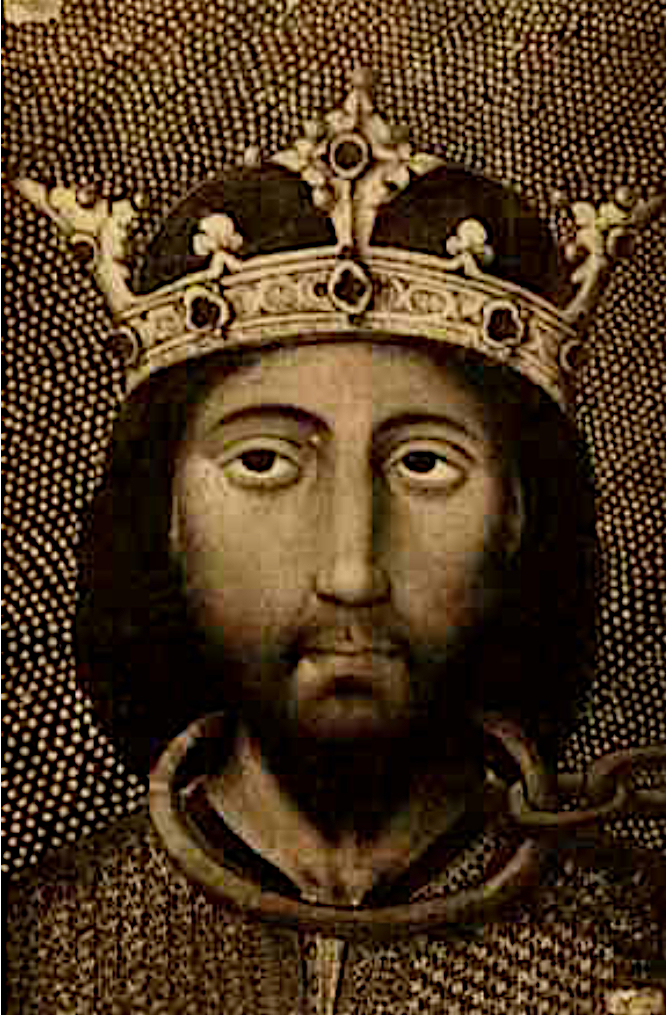
Muhammad XII Boabdil

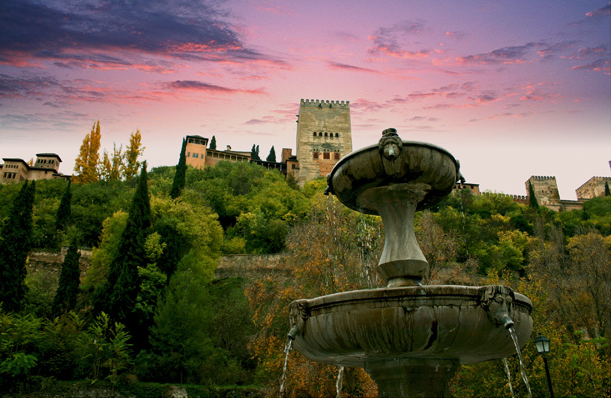
Alhambra w Granadzie

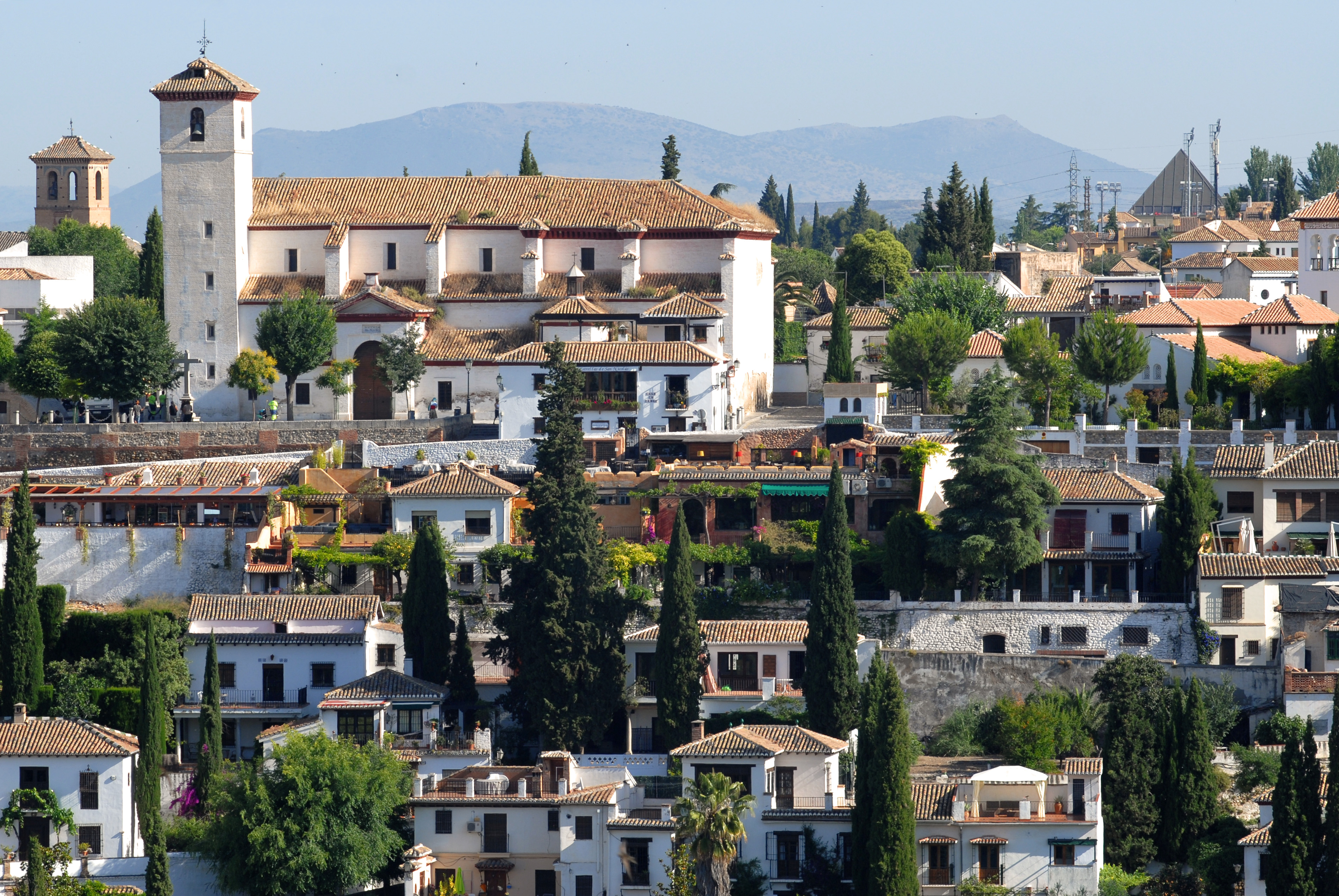
Panorama Granady

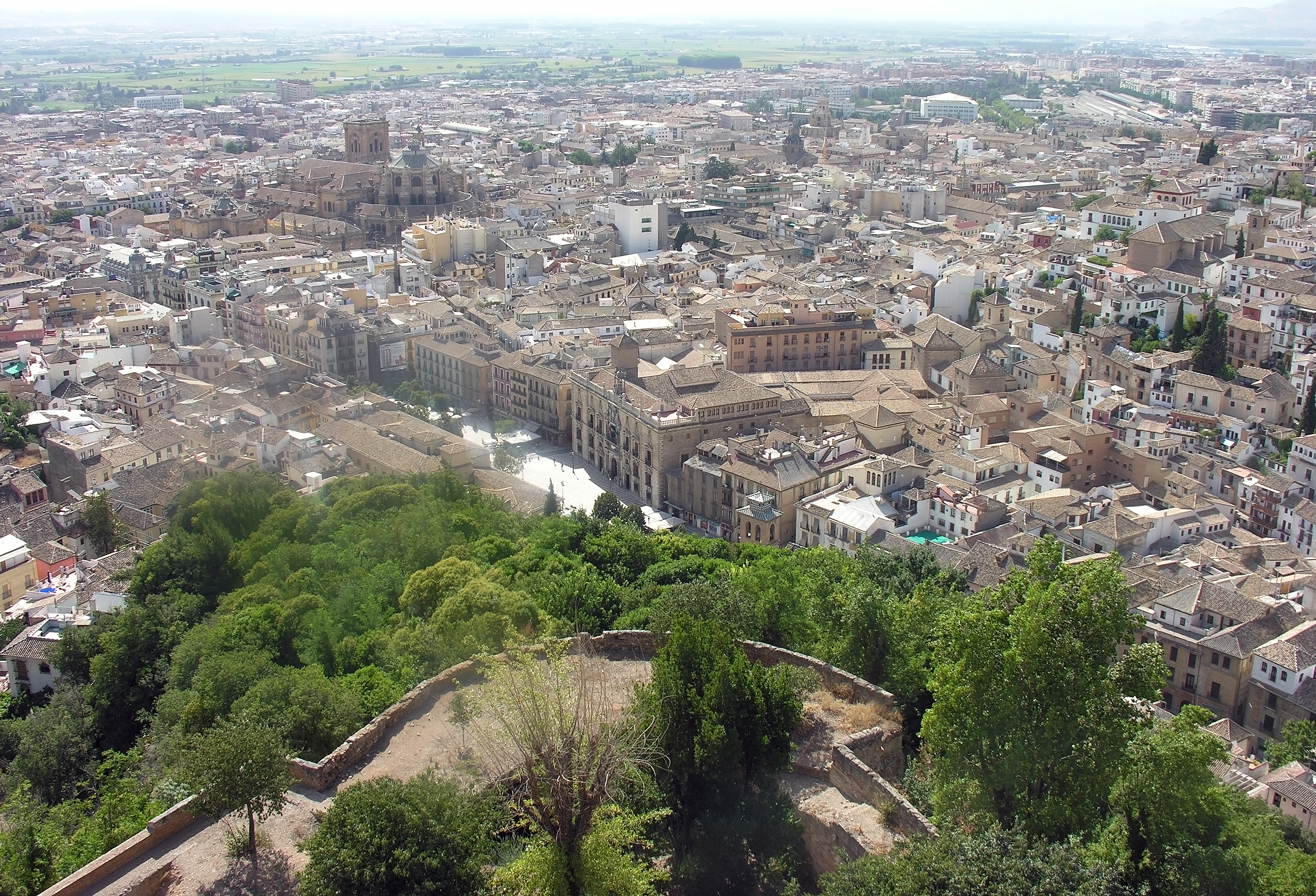
Panorama Granady

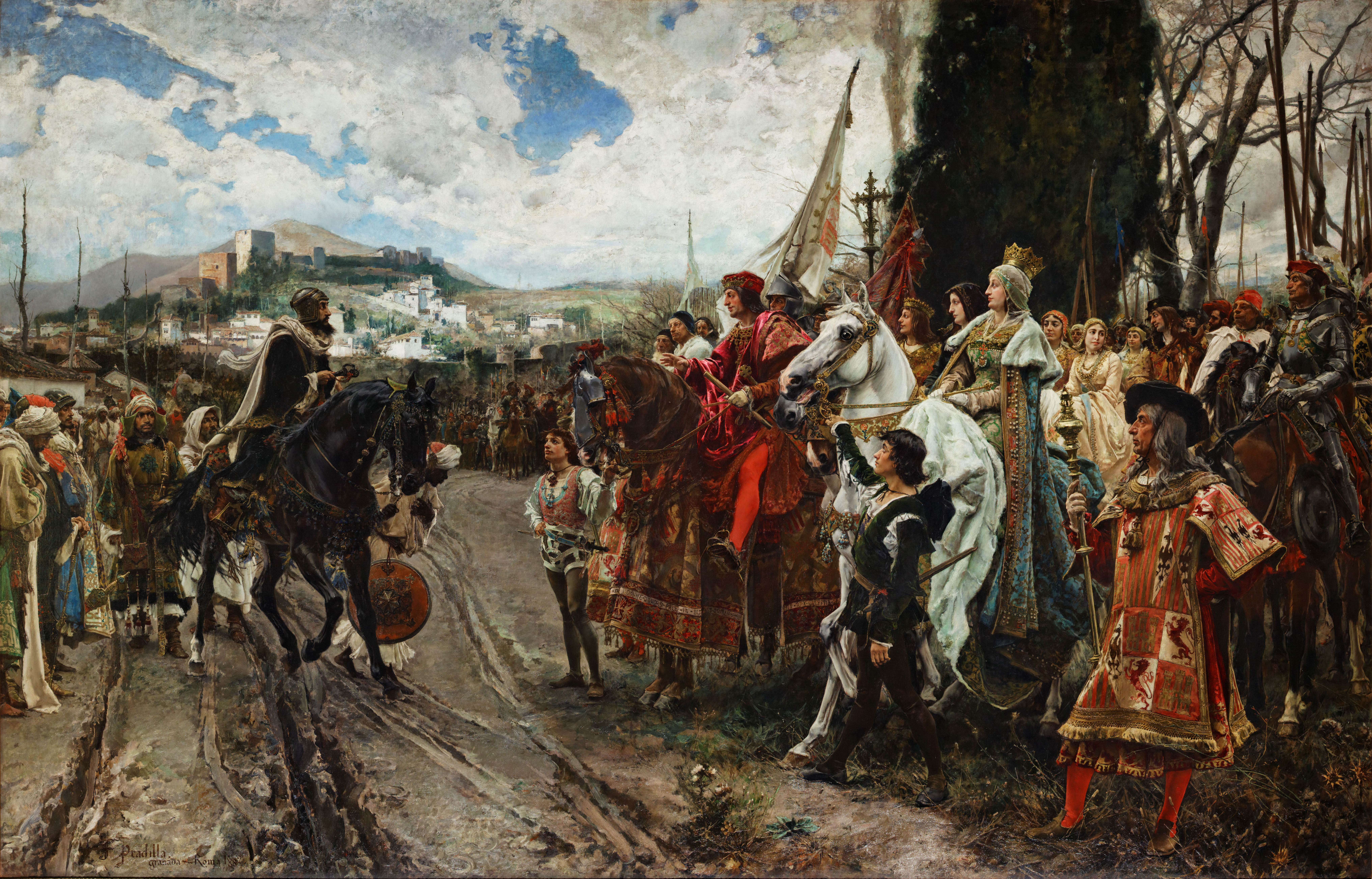
Francisco Pradilla y Ortiz, Kapitulacja Granady

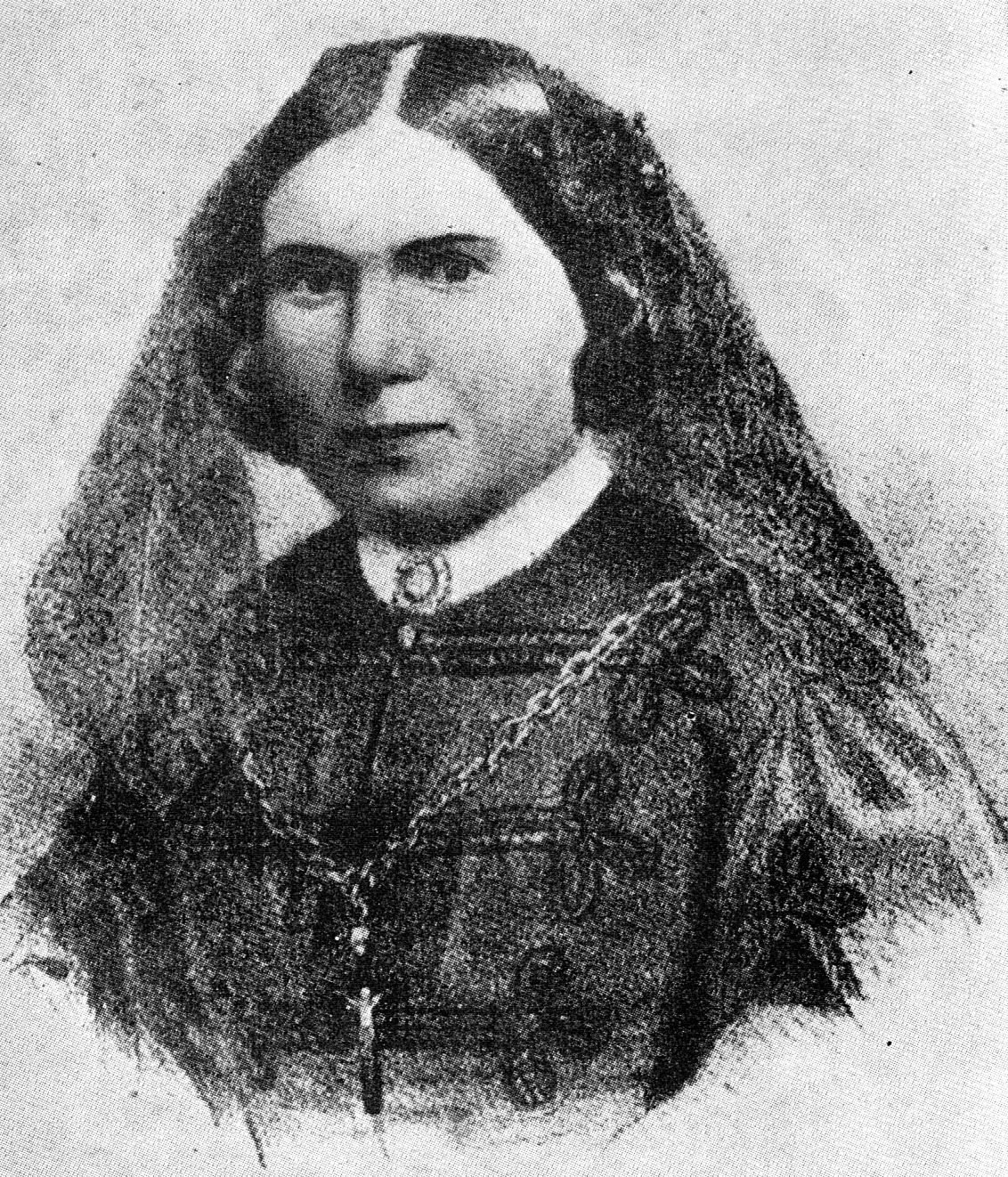
Seweryna Duchińska

Granada. Poema oriental – ogromny, nieukończony poemat epicki romantycznego hiszpańskiego poety Joségo Zorrilli, opublikowany w Paryżu w 1852.

## Forma
Utwór jest w większości napisany oktawą (hiszp. octava real), czyli strofą ośmiowersową, złożoną z wersów jedenastozgłoskowych, rymowaną abababcc. Zwrotka ta, pochodzenia włoskiego, była bardzo popularna w Hiszpanii. Alonso de Ercilla y Zúñiga użył jej w eposie Araukana (tłum. Czesław Ratka). Poeta zastosował jednak również inne rodzaje strof, na przykład zwrotkę pięciowersową.

En el nombre de Dios omnipotente
Cuya presencia el universo llena,
Cuya mirada brilla en el oriente,
Nutre las plantas y la mar serena,
Canto la guerra en que la Hispana gente
Al Africa arrojando á la Agarena,
Sell triunfante con la Cruz divina
Las torres de la Alhambra granadina.

## Treść
Część pierwsza eposu Zorilli opowiada i cudownym założeniu Granady przez mauretańskiego władcę Ahamara. Część druga przedstawia dzieje miasta od jego początków po panowanie ostatniego muzułmańskiego króla Muhammada XII Boabdila, czyli do podboju ziem arabskich na Półwyspie Iberyjskim przez Hiszpanów w ramach rekonkwisty. Zorilla przedstawił Hiszpanię w kluczowym punkcie jej rozwoju, kiedy stawała się mocarstwem, ukazując zwycięstwo pary katolickich królów, Izabeli Kastylijskiej i Ferdynanda Aragońskiego nad Maurami. 

## Przekład
Drobny fragment z poematu Zorilli (sześć strof) przełożyła na język polski Seweryna Duchińska. Jej tłumaczenie znalazło się w drugim wolumenie dwutomowej antologii Piotra Chmielowskiego i Edwarda Grabowskiego Obraz literatury powszechnej (1895-1896).

Niech barwny obraz przed wami roztoczę
Ziemi, wydartej nam mieczem Arabów
Pyszne ogrody, pałace urocze
Ileż cudownych ukryły powabów!
Wspaniale rodzi tam drzewa i kwiaty
Ziemia, potokiem łez i krwi zżyźniona,
I wątek podań także tam bogaty
Z macierzystego wyrasta jej łona!

Zobacz też: Il conquisto di Granata.